# Жуан-Песоа (агломерация)

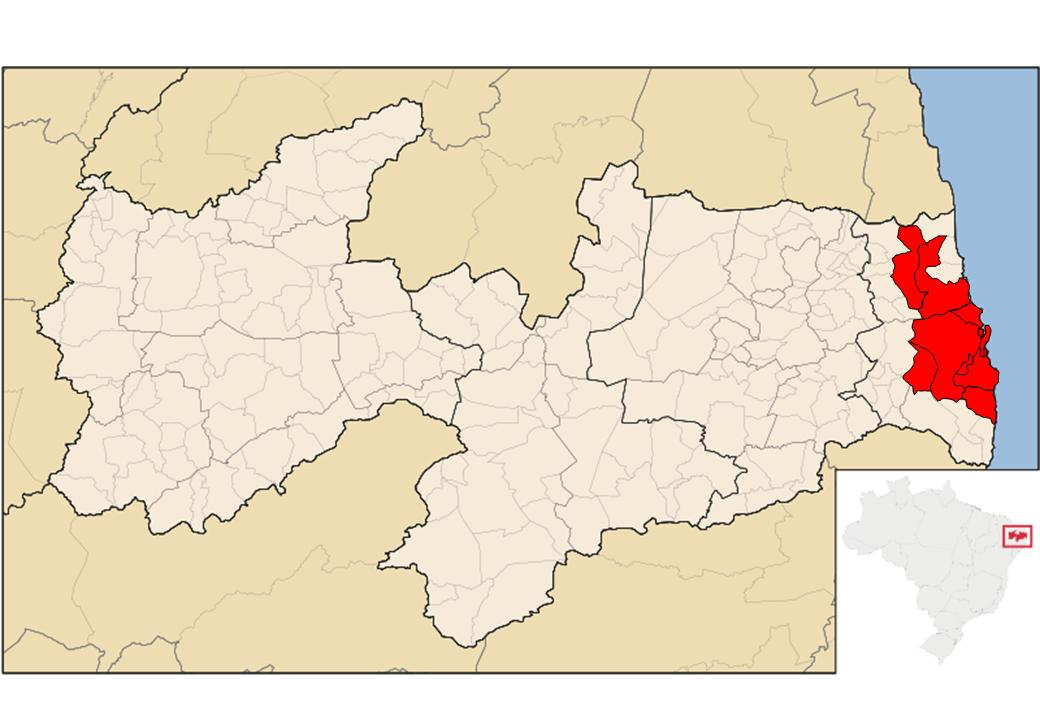
Жуан-Пессоа на карте.

Жуан-Песоа (порт. Região Metropolitana de João Pessoa)  —  крупная городская агломерация в Бразилии. Центр — город Жуан-Песоа. Входит в штат Параиба. 
Численность населения составляет 1 049 290 человек на 2007 год и 1 238 914 человек на 2014 год (в том числе в границах 2010 года — 1 195 904 человек). Занимает площадь 3134,8 км². Плотность населения — 395,21 чел./км².

## Состав агломерации
В агломерацию входят 12 муниципалитетов, в том числе город Жуан-Песоа, Конди, Крус-ду-Эспириту-Санту, Мамангуапи, Риу-Тинту и др.

## Статистика
- Валовой внутренний продукт на 2005 составляет 8.091.356.073 реалов (данные: Бразильский институт географии и статистики).
- Валовой внутренний продукт на душу населения на 2005 составляет 7.743,76  реалов (данные: Бразильский институт географии и статистики).

## Примечания

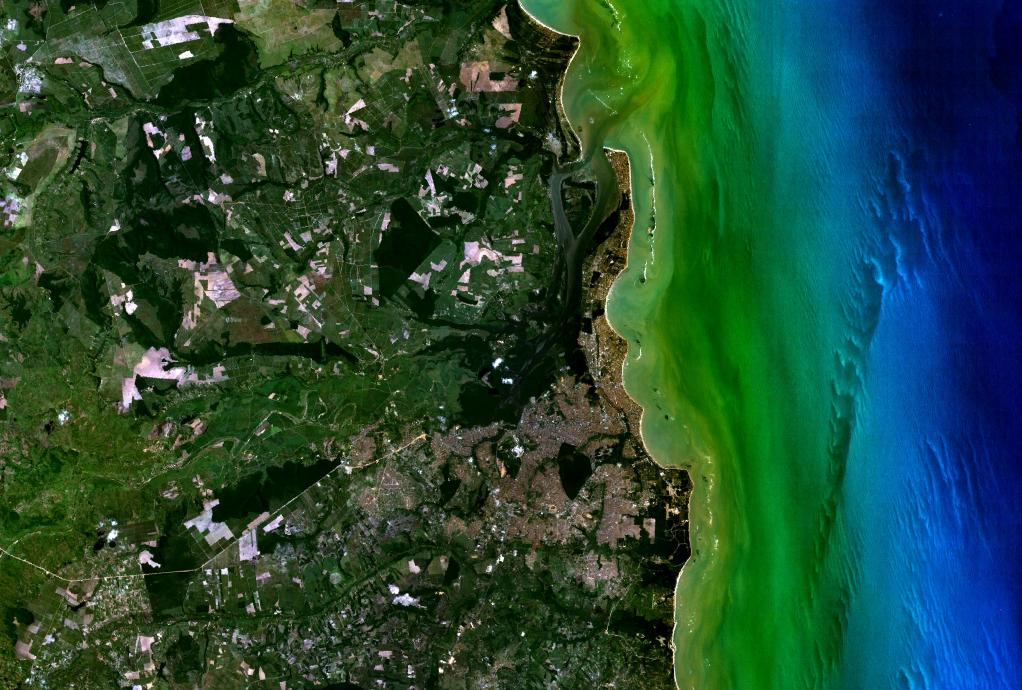